# FCUpdate.nl
FCUpdate.nl is sinds 2005 een website voor het laatste voetbalnieuws. De website onderscheidt zich met live verslagen uit de Eredivisie, Premier League, La Liga, Bundesliga, Serie A, Ligue 1, Champions League, Europa League en Conference League. Buiten het live voetbal om gaat speciale aandacht uit naar nieuws over de Eredivisie, transfers en interessante video’s. Ook is er aandacht voor alle blessures en schorsingen in de grootste Europese competities.
FCUpdate.nl maakt sinds 2021 deel uit van Realtimes - Publishing Network. De site bereikte tijdens het EK van 2024 een record aantal bezoekers, met 6,5 miljoen unieke gebruikers in 30 dagen. Daarmee behoort de website nu tot de grootste voetbalsites van Nederland.

## Sponsoring
In het Eredivisie seizoen 2006/07 was FCUpdate clubsponsor van ADO Den Haag, Excelsior, FC Groningen en Heracles Almelo, in de vorm van logo's op de borden waarvoor de spelers en trainers worden geïnterviewd op televisie. Tijdens het seizoen 2007/08 was dezelfde vorm van sponsoring aanwezig bij Excelsior en De Graafschap. Logo's van FCUpdate waren ook regelmatig langs de velden te zien in de vorm van bordsponsoring en televisieschermen bij diverse voetbalclubs.